# Bodil Kjær
Bodil Kjær (nascuda l'11 de març de 1932 a Hatting, prop de Horsens, Dinamarca) és una arquitecta, dissenyadora de mobles, professora i investigadora danesa, especialitzada en disseny d'interiors i urbanisme. Avui és reconeguda com una figura rellevant del disseny del segle XX sobretot per la sèrie flexible de mobles d'oficina que va projectar als anys 60, als quals va aplicar una innovadora idea de funcionalitat, depurada i elegant.

## Primers anys
Filla d'un granger de Jutlàndia, Kjær va estudiar a Copenhaguen, a l'Escola d'Arquitectura d'Interiors (1964) i després a Londres, al Royal College of Art i a l'Architectural Association School of Architecture (1965–69).

## Disseny d'interiors
Ha treballat com a arquitecta sènior a la consultoria d'edificis Arup a Londres (1967–69), ha estat professora a la Universitat de Maryland (1982–89) i ha tingut estudis propis a Copenhaguen (1960–65) i a Londres (1969–79).
Va rebre el guiatge del mestre de la modernitat i del disseny danès Finn Juhl, però aviat va mirar cap a Amèrica. Inspirada per Charles i Ray Eames, a més dels mestres Mies van der Rohe i Marcel Breuer, sempre ha donat a la seva obra una dimensió internacional. Es traslladà a Boston per continuar la seva carrera en arquitectura i el disseny d'interiors, que ha inclòs el desenvolupament de mobles, il·luminació i vidre per a una àmplia gamma d'edificis, des d'habitatges als tròpics africans fins a fàbriques, oficines i universitats. Des de llavors, ha fet investigacions sobre el futur de les ciutats i ha treballat com a consultora de planificació i disseny.

## Mobiliari
Els dissenys de mobles de Kjær daten principalment del període 1959-1964. La seva primera tasca va ser una sèrie entapissada per a Paul Rudolph, degà de l'Escola d'Arquitectura de Yale, que va fer l'encàrrec de la seva torre Blue Cross Blue Shield a Boston, Massachusetts. També va dissenyar per a Josep Lluís Sert, degà de la Harvard Graduate School of Design, per a un edifici de la Universitat Harvard. Marcel Breuer va instal·lar 28 dels seus sofàs entapissats en un edifici que havia dissenyat a Nova York. Avui encara es poden veure exemples dels seus mobles a la Universitat Harvard, l'Institut Tecnològic de Massachusetts i la Universitat de Boston. A les notes que va preparar el 1995 per a una exposició a Berlín, Kjær comentava: «Sovint em vaig veure en problemes per trobar mobles que expressessin les mateixes idees que els edificis que havíem dissenyat i que, alhora, recollissin les idees de la gestió contemporània. El mobiliari d'oficina que trobava al mercat l'any 1959 em semblava vulgar i limitat, mentre que ni la nova arquitectura ni les noves idees de gestió eren ni vulgars ni limitades».
La seva taula de treball, ‘Office Desk’ (1959), va ser dissenyada com a part d'un entorn de treball flexible. El prototip, de fusta de freixe amb una base cromada mat, es va fer per a l'Institut Tecnològic de Massachusetts. Es va fer un model en noguer per a Wellesley College. A més de la taula amb els seus quatre calaixos, Kjær va dissenyar una sèrie d'elements d'emmagatzematge complementaris amb prestatges i calaixos ajustables que es podien col·locar sota la taula o al costat d'una paret.
La taula s'ha fet servir sovint en pel·lícules de James Bond, com Des de Rússia amb amor oNomés es viu dues vegades, i a la televisió (en emissions electorals de la BBC); també l'han utilitzat diverses celebritats, com ara el príncep Felip d'Edimburg, l'actor Michael Caine i el pianista Oscar Peterson.
A la dècada de 1960, la taula i els elements d'emmagatzematge van ser fabricats per E. Pedersen & Søn a Rødovre, a Dinamarca i a Boston. Però la producció va acabar el 1974 quan un fabricant va fer fallida i un altre va patir danys per incendis.
Una altra de les seves creacions més conegudes és la col·lecció ‘Indoor/Outdoor’, de mobles vàlids tant per a exterior com per a interior, que es fabricà al llarg de 25 anys. El conjunt de taules, seients i gandula, fabricats en fusta de tec, responia a les necessitats de confort i alhora de resistència i senzillesa. Altres creacions de Kjær són el llum de taula ‘Cross-Plex’, o la sèrie de gerros ‘Crosses'.
Algunes de les seves unitats d'oficina i dissenys entapissats van ser reeditades entre el 2007 i el 2009 per Hothouse Design a Xangai, però després la producció ha cessat. A començaments del segle XXI els seus mobles ses subhasten a preus cada cop més alts. El 2008, una de les seves taules de treball es va vendre per 131.250 DKK o uns 24.000 dòlars.